# I Olimpiada de ajedrez femenil

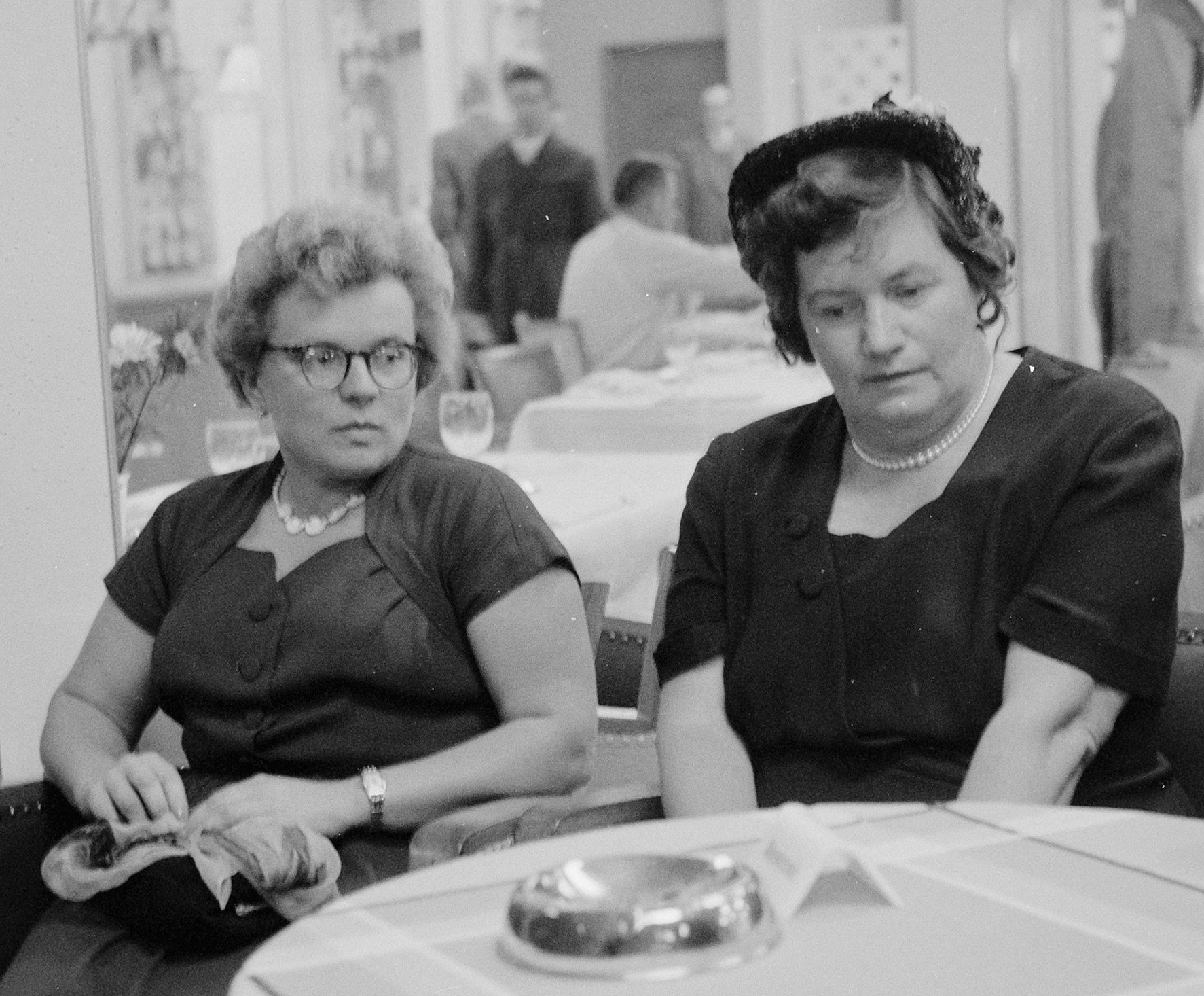
Kira Zvorykina y Olga Rubtsova, las ganadoras por parte de la Unión Soviética

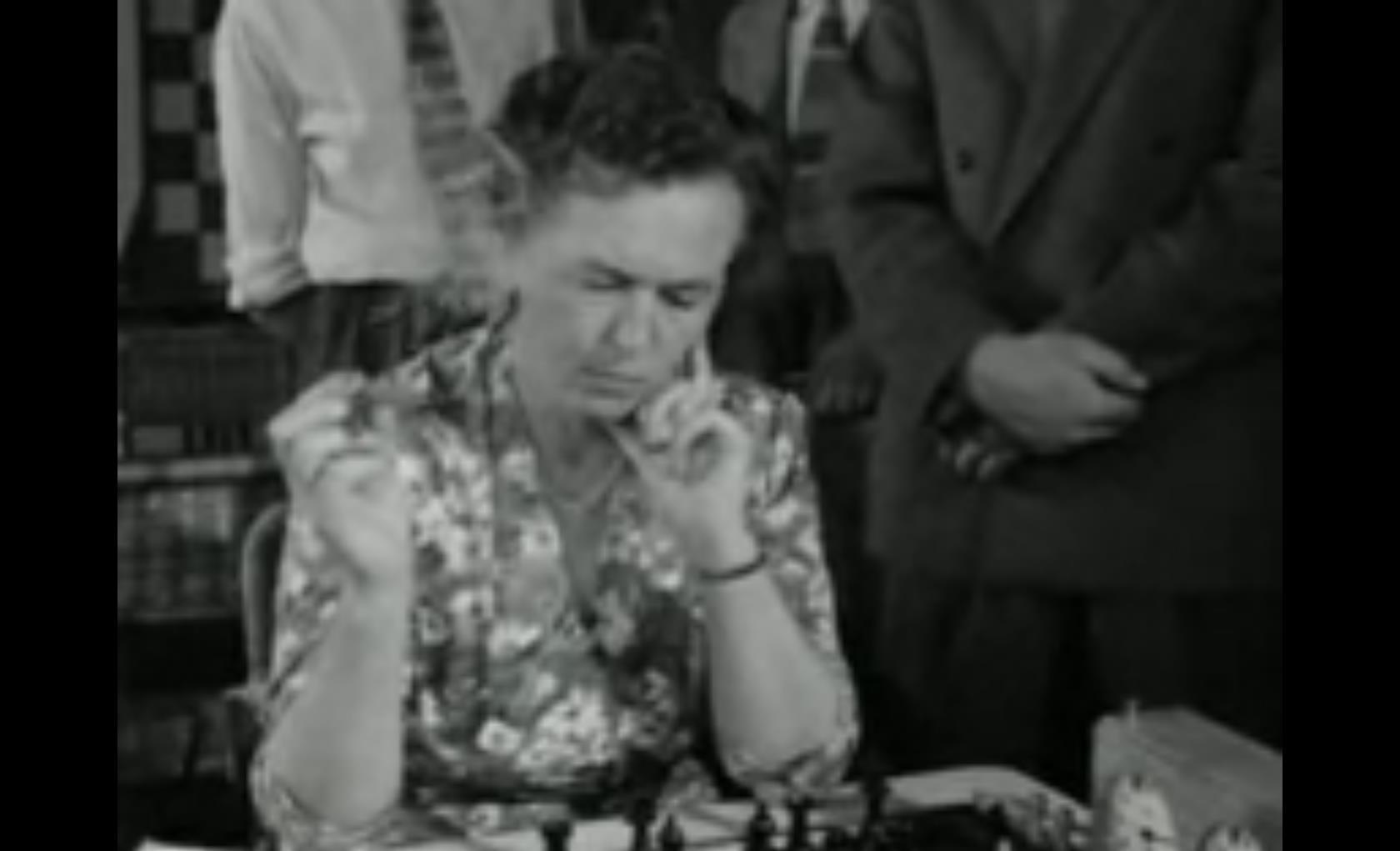
Ingrid Larsen, parte del equipo danés quién acabó 13.º.

La I Olimpiada de ajedrez femenil, organizada por la FIDE, tuvo lugar entre el 2 y el 21 de septiembre de 1957, en Emmen, Países Bajos.

## Resultados

### Preliminarios
Un total de 21 equipos, cada uno compuesto por dos jugadoras, entraron a la competencia y se dividió en tres grupos preliminares de siete equipos. Los mejores tres equipos de cada grupo avanzaron a la final A; los equipos en 4o y 5o lugar a la final B y los equipos en 6o y 7o a la final C. Todos los grupos y finales se disputaron mediante un sistema de todos contra todos.
En el grupo 1 ganó el equipo de la Unión Soviética, con ventaja considerable sobre los equipos de Países Bajos y Rumania.
Alemania Oriental ganó el primer sitio en el grupo 2 frente a las jugadoras de Bulgaria y Hungría.
En el grupo 3 ganaron las ajedrecistas de Yugoslavia, al frente de Inglaterra y Alemania Occidental.

### Finales
| # | País                | Jugadoras                                            | Puntos | MP |
| - | ------------------- | ---------------------------------------------------- | ------ | -- |
| 1 | Unión Soviética     | Olga Rubtsova, Kira Zvorykina                        | 10½    | 12 |
| 2 | Rumania             | Maria Pogorevici, Margareta Teodorescu               | 10½    | 10 |
| 3 | Alemania Oriental   | Edith Keller-Herrmann, Ursula Altrichter             | 10     |    |
| 4 | Hungría             | Irén Hönsch, Éva Kertész                             | 8½     |    |
| 5 | Bulgaria            | Venka Asenova, Antonia Ivanova                       | 8      |    |
| 6 | Yugoslavia          | Lidia Timofeeva, Tereza Štadler                      | 7½     |    |
| 7 | Inglaterra          | Elaine Pritchard, Eileen Betsy Tranmer               | 7      |    |
| 8 | Alemania Occidental | Friedl Rinder, Ruth Landmesser                       | 6      |    |
| 9 | Países Bajos        | Fenny Heemskerk, Catharina Roodzant, A. van der Veen | 4      |    |
| #   | País           | Puntos | MP |
| --- | -------------- | ------ | -- |
| 10  | Estados Unidos | 8      | 9  |
| 11  | Checoslovaquia | 8      | 8  |
| 12  | Polonia        | 7½     |    |
| 13  | Dinamarca      | 4½     |    |
| 14= | Irlanda        | 1      | 1  |
| 14= | Escocia        | 1      | 1  |
| #  | País       | Puntos | MP |
| -- | ---------- | ------ | -- |
| 16 | Francia    | 8½     |    |
| 17 | Austria    | 7½     |    |
| 18 | Finlandia  | 6      |    |
| 19 | Noruega    | 4½     |    |
| 20 | Bélgica    | 2½     |    |
| 21 | Luxemburgo | 1      |    |

### Medallas individuales
- Tablero 1:  Krystyna Hołuj-Radzikowska 9 / 11 = 71.8%
- Tablero 2:  Kira Zvorykina 12 / 14 = 85.7%